# 1952 en droit
Cet article présente les faits marquants de l'année 1952 en droit.

## Naissances
- 18 novembre : Laurent Aynès, professeur de droit privé, avocat et arbitre.

## Décès
- 19 avril : Jean-Marie Musy, homme politique et avocat suisse, né en 1876.